# Championnat de Yougoslavie de football 1973-1974
Navigation
Saison précédente Saison suivante
La saison 1973-1974 du Championnat de Yougoslavie de football est la quarante-cinquième édition du championnat de première division en Yougoslavie. Les dix-huit meilleurs clubs du pays prennent part à la compétition et sont regroupées en une poule unique où chaque formation affronte deux fois ses adversaires, à domicile et à l'extérieur. En fin de saison, les deux derniers du classement sont relégués et remplacés par les deux meilleures équipes de deuxième division.
C'est le club du Hajduk Split qui remporte la compétition, en terminant en tête du classement final, à égalité de points mais à une meilleure différence de buts que le FK Velez Mostar. Le tenant du titre, le FK Étoile rouge de Belgrade, complète le podium, à deux points du duo de tête. C'est le 7e titre de champion de Yougoslavie de l'histoire du club, qui réalise le doublé en s'imposant en finale de la Coupe de Yougoslavie face à l'Étoile rouge.

## Les clubs participants
| - Partizan Belgrade - Dinamo Zagreb - FK Étoile rouge de Belgrade - Hajduk Split - FK Vojvodina Novi Sad - NK Zagreb - Promu de D2 - FK Radnicki Nis - FK Bor - Proleter Zrenjanin - Promu de D2 | - Velez Mostar - FK Borac Banja Luka - OFK Belgrade - FK Vardar Skopje - FK Sarajevo - FK Zeljeznicar Sarajevo - FK Sloboda Tuzla - NK Celik Zenica - Olimpija Ljubljana |

## Compétition

### Classement
Le classement est effectué en utilisant le barème classique (victoire à 2 points, match nul un point, défaite zéro point).
| Rang | Équipe                          | Pts | J  | G  | N  | P  | Bp | Bc | Diff |
| ---- | ------------------------------- | --- | -- | -- | -- | -- | -- | -- | ---- |
| 1    | Hajduk Split (C)                | 45  | 34 | 18 | 9  | 7  | 52 | 24 | +28  |
| 2    | FK Velez Mostar                 | 45  | 34 | 19 | 7  | 8  | 54 | 34 | +20  |
| 3    | FK Étoile rouge de Belgrade (T) | 43  | 34 | 19 | 5  | 10 | 72 | 46 | +26  |
| 4    | FK Partizan Belgrade            | 37  | 34 | 12 | 13 | 9  | 41 | 33 | +8   |
| 5    | OFK Belgrade                    | 35  | 34 | 13 | 9  | 12 | 35 | 32 | +3   |
| 6    | NK Celik Zenica                 | 35  | 34 | 12 | 11 | 11 | 30 | 28 | +2   |
| 7    | Dinamo Zagreb                   | 33  | 34 | 12 | 9  | 13 | 34 | 33 | +1   |
| 8    | Zeljeznicar Sarajevo            | 32  | 34 | 10 | 12 | 12 | 39 | 39 | 0    |
| 9    | FK Sloboda Tuzla                | 32  | 34 | 8  | 16 | 10 | 34 | 38 | -4   |
| 10   | Olimpija Ljubljana              | 32  | 34 | 11 | 10 | 13 | 36 | 42 | -6   |
| 11   | FK Vardar Skopje                | 31  | 34 | 12 | 7  | 15 | 38 | 40 | -2   |
| 12   | Vojvodina Novi Sad              | 31  | 34 | 10 | 11 | 13 | 33 | 37 | -4   |
| 13   | Proleter Zrenjanin (P)          | 31  | 34 | 13 | 5  | 16 | 36 | 48 | -12  |
| 14   | FK Sarajevo                     | 31  | 34 | 11 | 9  | 14 | 29 | 42 | -13  |
| 15   | FK Radnički Niš                 | 31  | 34 | 11 | 9  | 14 | 29 | 43 | -14  |
| 16   | FK Bor                          | 31  | 34 | 13 | 5  | 16 | 32 | 49 | -17  |
| 17   | Borac Banja Luka                | 30  | 34 | 8  | 14 | 12 | 43 | 43 | 0    |
| 18   | NK Zagreb (P)                   | 27  | 34 | 9  | 9  | 14 | 28 | 44 | -16  |

|  | Qualification pour la Coupe d'Europe des clubs champions 1974-1975                                |
|  | Qualification pour la Coupe des Coupes 1974-1975                                                  |
|  | Qualification pour la Coupe UEFA 1974-1975                                                        |
|  | Relégation directe en deuxième division                                                           |
|  | (T) : Tenant du titre (C) : Vainqueur de la Coupe de Yougoslavie (P) : Promu de deuxième division |

## Bilan de la saison
| Championnat de Yougoslavie de football 1973-1974                        |                             |
| Champion                                                                | Hajduk Split (7e titre)     |
| Coupes et trophées                                                      |                             |
| Vainqueur de la Coupe de Yougoslavie 1973-1974                          | Hajduk Split                |
| Qualifications continentales                                            |                             |
| Coupe d'Europe des clubs champions 1974-1975                            | Hajduk Split                |
| Coupe des Coupes 1974-1975                                              | FK Étoile rouge de Belgrade |
| Coupe UEFA 1974-1975                                                    | FK Velez Mostar             |
| Coupe UEFA 1974-1975                                                    | FK Partizan Belgrade        |
| Coupe Mitropa 1974-1975                                                 | NK Rijeka                   |
| Promotions et relégations                                               |                             |
| Promus en Prva Liga                                                     | NK Rijeka                   |
| Promus en Prva Liga                                                     | FK Radnički Kragujevac      |
| Relégués en Championnat de Yougoslavie de football de deuxième division | Borac Banja Luka            |
| Relégués en Championnat de Yougoslavie de football de deuxième division | NK Zagreb                   |